# Großer Preis von Italien 1924

Das Autodromo di Milano in seiner befahrenen Version.

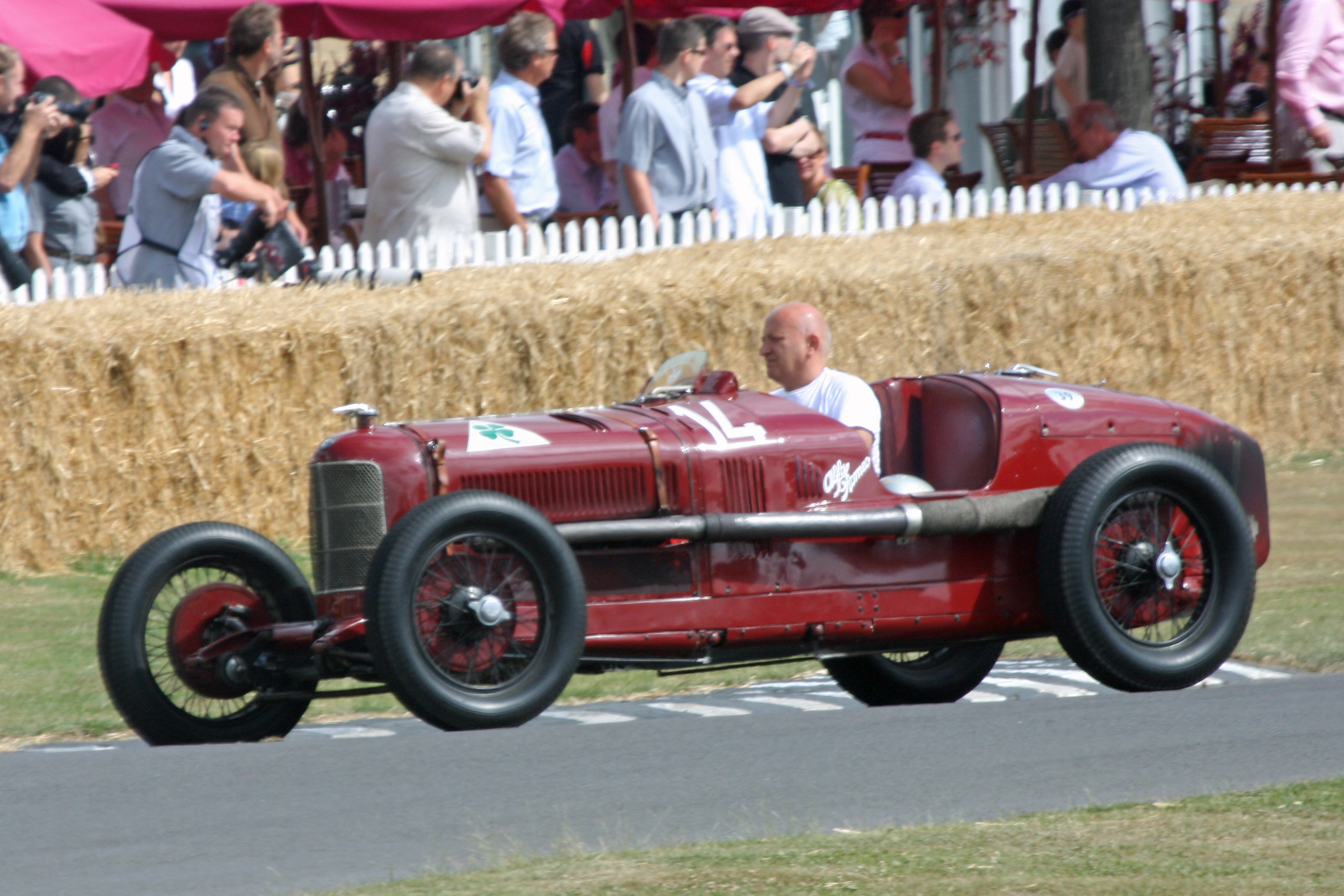
Ein Alfa Romeo P2 im Originalzustand, hier beim Goodwood Festival of Speed 2009. 1924 feierte Alfa Romeo mit dem P2 beim Großen Preis von Italien einen Vierfachsieg

Der IV. Große Preis von Italien fand am 19. Oktober 1924 auf dem Autodromo di Milano in Monza statt. Das Rennen wurde über 80 Runden à 10,0 km ausgetragen, was der in der Internationalen Grand-Prix-Formel festgelegten Mindestdistanz für Grand-Prix-Rennen von 800,0 km entsprach. Teilnahmeberechtigt waren Werksmannschaften mit Rennwagen bis 2 Liter Hubraum und einem Mindestgewicht von 650 kg.
Sieger wurde Antonio Ascari auf einem Alfa Romeo P2.

## Rennen
Ursprünglicher Termin für den Großen Preis von Italien war der 7. September, aber nachdem sowohl Fiat (wegen Verletzungen der Fahrer Bordino und Salamano) als auch Mercedes während des bereits laufenden Trainings seine Wagen zurückzog, wurde das Rennen auf den 19. Oktober verschoben. Dennoch blieb Fiat dem Rennen fern, nachdem in der Zwischenzeit Firmeninhaber Giovanni Agnelli als Konsequenz des enttäuschenden Abschneidens im französischen Grand Prix und des ständigen Personalabgangs zu anderen Herstellern den Rückzug verordnet hatte. Hauptärgernis war insbesondere der Wechsel der beiden Ingenieure Vittorio Jano und Gioacchino Colombo zu Alfa Romeo, die dort mit dem kompressorgeladenen Alfa Romeo P2 prompt ein absolutes Siegermoell auf die Räder gestellt hatten. Das Mailänder Werk schickte vier Wagen mit Antonio Ascari, Giuseppe Campari, Louis Wagner und Ferdinando Minoia als Fahrer zu seinem Heimrennen an den Start.
Mit Delage und Bugatti hatten auch die beiden führenden französischen Teams wieder einmal auf die Anreise nach Italien verzichtet, dagegen war Deutschland mit der Traditionsmarke Mercedes zum ersten Mal nach dem Ersten Weltkrieg wieder bei einem Grand-Prix-Rennen vertreten. Ferdinand Porsche hatte mit dem Mercedes M218 einen ebenfalls aufgeladenen Reihenachtzylinder entwickelt, der den Alfa Romeo in der Motorleistung und Drehzahlfestigkeit sogar übertraf. Dagegen erwies sich sein Bestreben, beim Chassisbau die Fahrzeugmasse möglichst innerhalb des Radstands zu konzentrieren, als problematisch. Auch nach längerer Entwicklungszeit – die Teilnahme am Rennen war überhaupt nur durch die Terminverschiebung möglich geworden – war das Fahrverhalten nach wie vor nicht optimal. Die Mercedes-Fahrer waren Christian Werner, Alfred Neubauer, Giulio Masetti und Louis Zborowski. Aufgefüllt wurde das 12 Teilnehmer starke Feld schließlich durch je zwei Wagen von Chiribiri und des Schweizer Motorenherstellers Schmid, letztere mit ventillosen Sechszylindern eigener Konstruktion, die in Rolland-Pilain-Chassis aus dem Vorjahr eingebaut worden waren. Ohne Kompressoraufladung konnten beide Hersteller im Rennen aber keine Rolle spielen.
Nach dem Start, für den die Positionen wie üblich zuvor ausgelost worden waren – übernahm Ascari auf Alfa Romeo sofort die Führung, die er bis zum Rennende nicht mehr abgab. Hinter ihm hatte sich zunächst Mercedes-Fahrer Masetti eingereiht, wurde jedoch nach und nach von den drei weiteren Alfa Romeos überholt, bevor er zur Rennmitte sogar noch mit leerem Tank aussteigen musste. Kurze Zeit später würde das Rennen für Mercedes endgültig zur Tragödie, weil Zborowski beim Versuch, auf die Alfa Romeos Boden gut zu machen, wegen der schlechten Straßenlage seines Wagens in der Lesmo-Kurve von der Strecke abkam und beim Aufprall gegen einen Baum tödlich verunglückte. Aus Respekt vor dem Verunglückten zog Mercedes daraufhin wenig später die verbliebenen zwei Wagen von Werner und Neubauer ebenfalls noch aus dem Rennen zurück, so dass Alfa Romeo zu einem absolut ungefährdeten Vierfachsieg für Ascari, Wagner, Cesare Pastore – der als Ersatzfahrer Campari zwischenzeitlich am Steuer abgelöst hatte – und Minoia kam. Der Vorsprung des Siegers auf Jules Goux auf dem Schmid, dem ersten Fahrer eines anderen Fabrikats, betrug unglaubliche 68 Minuten – mehr als jemals zuvor oder danach wieder bei einem Grand-Prix-Rennen erzielt wurde. Mit Goux’ Stallgefährten Giulio Foresti und einem Chiribiri mussten schließlich zwei Wagen noch weitere 30 Minuten einsam ihre Runden drehen – das Feld wurde bei der Zieldurchfahrt des Siegers damals häufig noch nicht direkt abgewunken, sondern die Teilnehmer mussten die volle Rundenzahl komplettieren, um gewertet zu werden.

## Ergebnisse

### Meldeliste
| Team                                      | Nr. | Fahrer                  | Info  | Chassis                           | Motor                            | Reifen |
| ----------------------------------------- | --- | ----------------------- | ----- | --------------------------------- | -------------------------------- | ------ |
| SA Ital. Ing. Nicola Romeo                | 01  | Antonio Ascari          |       | Alfa Romeo P2 8C/2000             | Alfa Romeo 2.0L I8 Kompressor    | P      |
| SA Ital. Ing. Nicola Romeo                | 05  | Giuseppe Campari a      |       | Alfa Romeo P2 8C/2000             | Alfa Romeo 2.0L I8 Kompressor    | P      |
| SA Ital. Ing. Nicola Romeo                | 09  | Louis Wagner            |       | Alfa Romeo P2 8C/2000             | Alfa Romeo 2.0L I8 Kompressor    | P      |
| SA Ital. Ing. Nicola Romeo                | 11  | Ferdinando Minoia       |       | Alfa Romeo P2 8C/2000             | Alfa Romeo 2.0L I8 Kompressor    | P      |
| SA Ital. Ing. Nicola Romeo                |     | Bruno Presenti          | RES   |                                   |                                  | P      |
| Daimler-Motoren-Gesellschaft              | 02  | Christian Werner b      |       | Mercedes 2-l-8-Zylinder-Rennwagen | Mercedes M218 2.0L I8 Kompressor | C      |
| Daimler-Motoren-Gesellschaft              | 06  | Alfred Neubauer c       |       | Mercedes 2-l-8-Zylinder-Rennwagen | Mercedes M218 2.0L I8 Kompressor | C      |
| Daimler-Motoren-Gesellschaft              | 10  | Giulio Masetti          |       | Mercedes 2-l-8-Zylinder-Rennwagen | Mercedes M218 2.0L I8 Kompressor | C      |
| Daimler-Motoren-Gesellschaft              | 12  | Louis Zborowski         |       | Mercedes 2-l-8-Zylinder-Rennwagen | Mercedes M218 2.0L I8 Kompressor | C      |
| Daimler-Motoren-Gesellschaft              |     | Richard Sailer          | RES d | Mercedes Modell Targa Florio 1924 | Mercedes 2.0L I4 Kompressor      | C      |
| Daimler-Motoren-Gesellschaft              |     | Otto Merz               | RES   |                                   |                                  | C      |
| Daimler-Motoren-Gesellschaft              |     | Rudolf Caracciola       | RES   |                                   |                                  | C      |
| Schmid Automobiles                        | 03  | Jules Goux              |       | Rolland-Pilain A22 Grand Prix     | Schmid 2.0L I6                   | M      |
| Schmid Automobiles                        | 07  | Giulio Foresti          |       | Rolland-Pilain A22 Grand Prix     | Schmid 2.0L I6                   | M      |
| Fabbrica Torinese Velivoli Chiribiri & C. | 04  | Alete Marconcini        |       | Chiribiri 12/16 GP „Monza“        | Chiribiri 1.5L I4                |        |
| Fabbrica Torinese Velivoli Chiribiri & C. | 08  | Giovanni Cirio („Nino“) |       | Chiribiri 12/16 GP „Monza“        | Chiribiri 1.5L I4                |        |

### Startaufstellung
Die Startpositionen wurden in der Reihenfolge der Startnummern besetzt.
|           | Goux   |         | Werner |            | Ascari  |
|           |        |         |        |            |         |
| Neubauer  |        | Campari |        | Marconcini |         |
|           |        |         |        |            |         |
|           | Wagner |         | „Nino“ |            | Foresti |
|           |        |         |        |            |         |
| Zborowski |        | Minoia  |        | Masetti    |         |

### Rennergebnis
| Pos. | Fahrer                          | Konstrukteur | Runden | Stopps | Zeit          | Start | Schnellste Runde | Ausfallgrund                       |
| ---- | ------------------------------- | ------------ | ------ | ------ | ------------- | ----- | ---------------- | ---------------------------------- |
| 01   | Antonio Ascari                  | Alfa Romeo   | 80     | 2      | 5:02:05,0 h   | 1     | 3:43,6 min       |                                    |
| 02   | Louis Wagner                    | Alfa Romeo   | 80     | 2      | + 16:00,0 min | 9     |                  |                                    |
| 03   | Giuseppe Campari Bruno Presenti | Alfa Romeo   | 80     | 2      | + 19:54,0 min | 5     |                  |                                    |
| 04   | Ferdinando Minoia               | Alfa Romeo   | 80     | 2      | + 20:38,0 min | 11    |                  |                                    |
| —    | Jules Goux                      | Schmid       | 78     | 2      | NC            | 3     |                  | wegen Zeitüberschreitung abgewinkt |
| —    | Giulio Foresti                  | Schmid       | 74     | 2      | NC            | 7     |                  | wegen Zeitüberschreitung abgewinkt |
| —    | Giovanni Cirio („Nino“)         | Chiribiri    | 70     |        | NC            | 8     |                  | wegen Zeitüberschreitung abgewinkt |
| —    | Christian Werner Richard Sailer | Mercedes     | 58     |        | DNF           | 2     |                  | zurückgezogen                      |
| —    | Alfred Neubauer Otto Merz       | Mercedes     | 57     |        | DNF           | 6     |                  | zurückgezogen                      |
| —    | Giulio Masetti                  | Mercedes     | 38     |        | DNF           | 10    |                  | kein Treibstoff mehr               |
| —    | Louis Zborowski                 | Mercedes     | 44     |        | DNF           | 12    |                  | tödlicher Unfall                   |
| —    | Alete Marconcini                | Chiribiri    | 22     |        | DNF           | 4     |                  | Mechanik                           |